# Urban Illmayr

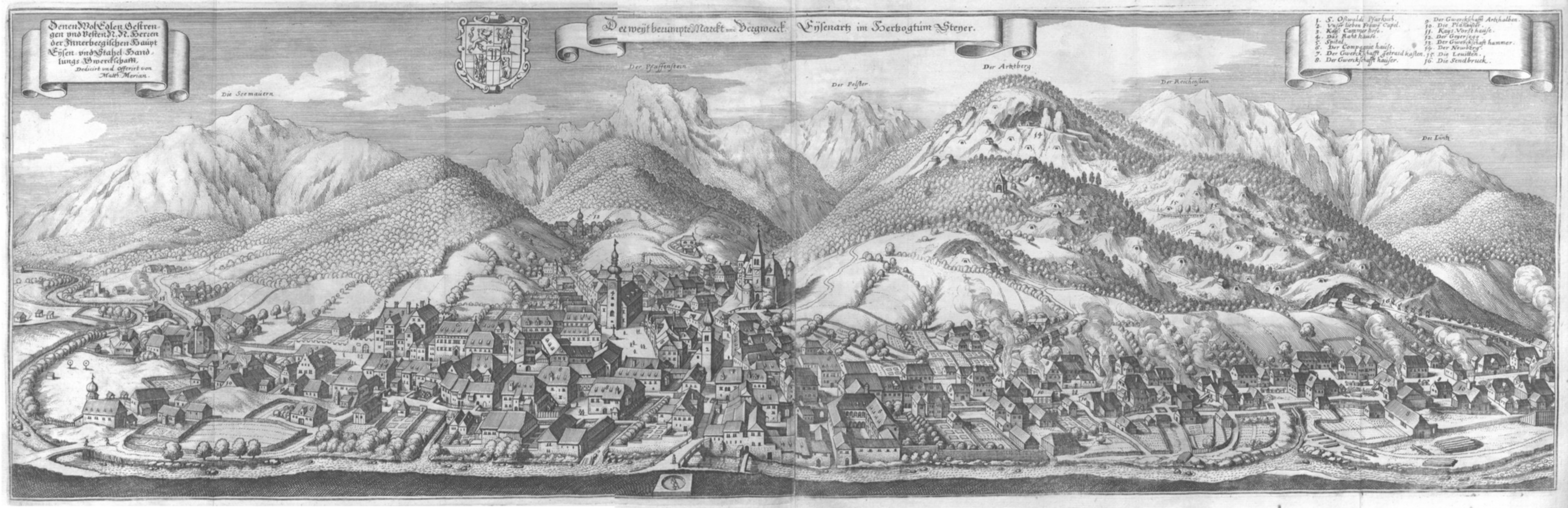
Der weit berühmte Markt und Bergwerk Eisenartz im Herzogtum Steyer. Matthäus Merian der Jüngere, 1679

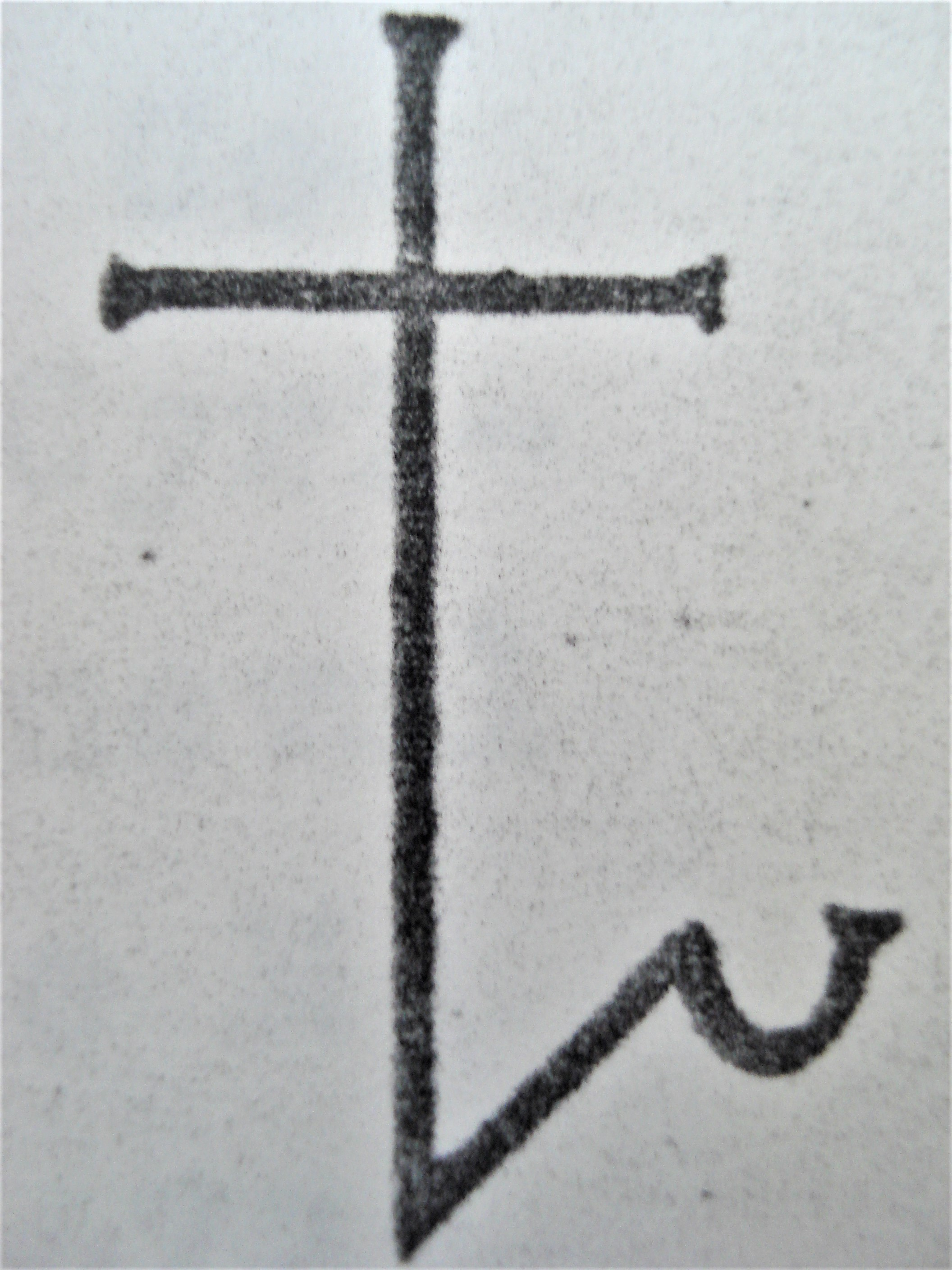
Steinmetz-Zeichen Urban Illmayr 1665

Urban Illmayer (auch Illmer, Illner; * in Eisenerz, Steiermark; † 4. Oktober 1679 in Wien) war ein österreichischer bürgerlicher und Hof-Steinmetzmeister des Barock und dreimal gewählter Oberzechmeister der Wiener Bauhütte (1668, 1672 und 1676).

## Leben

### Heirat
Als Steinmetzgeselle kam Urban Illmayr von Eisenerz im Herzogtum Steiermark nach Wien. Er arbeitete dort beim Hof-Steinmetzmeister Bartholomäus Khöll. Dieser starb im Februar 1664 und die Witwe hatte sich im Gewerbe wieder zu verheiraten. Als Meister und Wiener Bürger ehelichte Urban Illmayr im Stephansdom am 25. Juli 1665 die Witwe Sabina Khöllin. Ein Zeuge war Dombaumeister Adam Haresleben. Illmayr übernahm das Khöllsche Steinmetzunternehmen. Sabina war die Stiefmutter der Khöll-Kinder, David und seine Geschwister waren Vollwaisen geworden.

### Mieter im Stubenviertel
Er zahlte als Mieter im Stubenviertel Wiens ab 1665 seine Steuern, „Hantierung“ aktiv, „Mitleiden“ ruhend.
Seine Ehefrau Sabina starb; Urban Illmayr ehelichte in der Michaelerkirche am 19. Juli 1666 Agnes Rosterin. Diese starb im Dezember 1676. Der Witwer Illmayr hatte am 14. Feber 1677 Justina Krautsamerin aus Baden in der Wiener Michaelerkirche geheiratet, diese Ehe war von kurzer Dauer.

### Meisterschaft
Am 5. Jänner 1665 suchte der Geselle um das Meisterstück an, wurde zugelassen und am 10. April 1665 legte er die Arbeit vor. Die Zunft hatte bei Fehlern Geldstrafen vorgesehen, Urban Illmayr zahlte 12 Reichstaler in jahrelangen Raten. Im Juli 1665 erhielt er die Bürgerurkunde von Wien.

#### Lehrmeister
Am 5. Juli 1671 nahm Meister Illmayr den Lehrling Bartholomäus Illmayr aus Eisenerz auf (wohl ein Verwandter), übernahm die Aufgabe des Hauptbürgen. 
Am selben Tag sprach er seinen Stiefsohn David Khöll vor offener Lade zum Gesellen und Bruder frei. Am 6. Februar 1676 hielt dieser vor dem Handwerk um das Meisterstück an. Dies wurde ihm am 11. Februar 1676 durch den Oberzechmeister Urban Illmayr aufgegeben.
Am 15. August 1676 nahm Urban Illmayr den jüngeren Sohn Michael Khöll als Lehrling auf, war auch sein Hauptbürge, Nebenbürge der Geselle Veith Steinböck. Illmayr starb 1679 im Jahr der Pest. Das Handwerk beauftragte den älteren Bruder David Khöll, inzwischen junger Meister, zu übernehmen. Seine Freisprechung zum Gesellen erfolgte am 1. September 1681.

## Werke

### Wiener Hofburg – Leopoldinischer Trakt
Kaiser Leopold I. ließ diesen Hofburgteil als seinen eigenen repräsentativen Palast erbauen. 1660 wurde mit der Errichtung begonnen, 1665 war sie vollendet. Zwei Jahre später, während der Bauarbeiten, brannte alles bis auf die Grundmauern ab. Der Wiederaufbau wurde sofort befohlen und 1670 abgeschlossen.

#### Steinmetzarbeiten
- Im Kayser-Steinbruch am Leithaberg arbeiteten Steinmetze und Fachkräfte an den Werkstücken aus diesem harten Stein, um zeitgerecht zu liefern. Die Gesamtleitung hatten die Meister Ambrosius Ferrethi#Leopoldinischer Trakt der Hofburg – Hofsteinmetzmeister und Camillo Rezi.
- „Der allhiesige Hofsteinmetzmeister Urban Illmayr hat sich um weiches Steinwerk, so er den Schuh nach dargeben. Auch wegen der verrichteten Taglohn, mit Zurichtung unterschiedlicher alter Stein, auch wegen des Marmor Pflasters in der Kapelle, hat noch einzunehmen ... 400 fl. Expedition ins Salzamt 3. Mai 1696“[6]

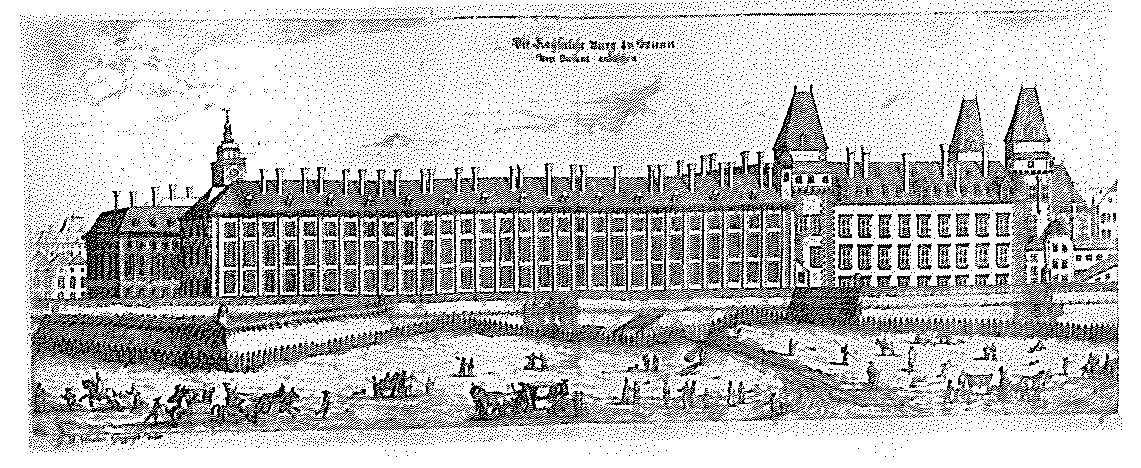
Leopoldinischer Trakt Georg Matthäus Vischer 1672
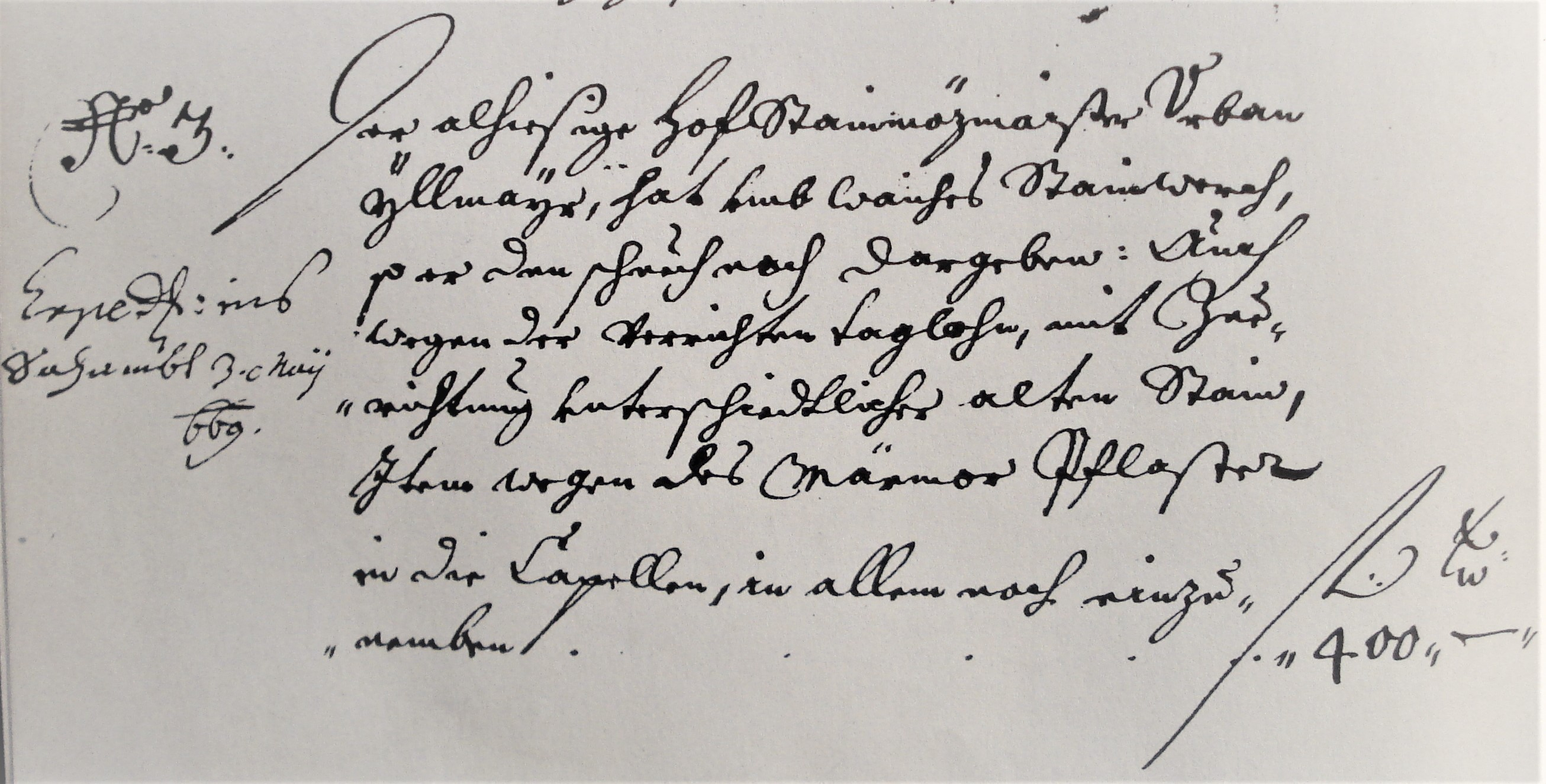
Hofsteinmetz Urban Yllmayr Hofburg 1669
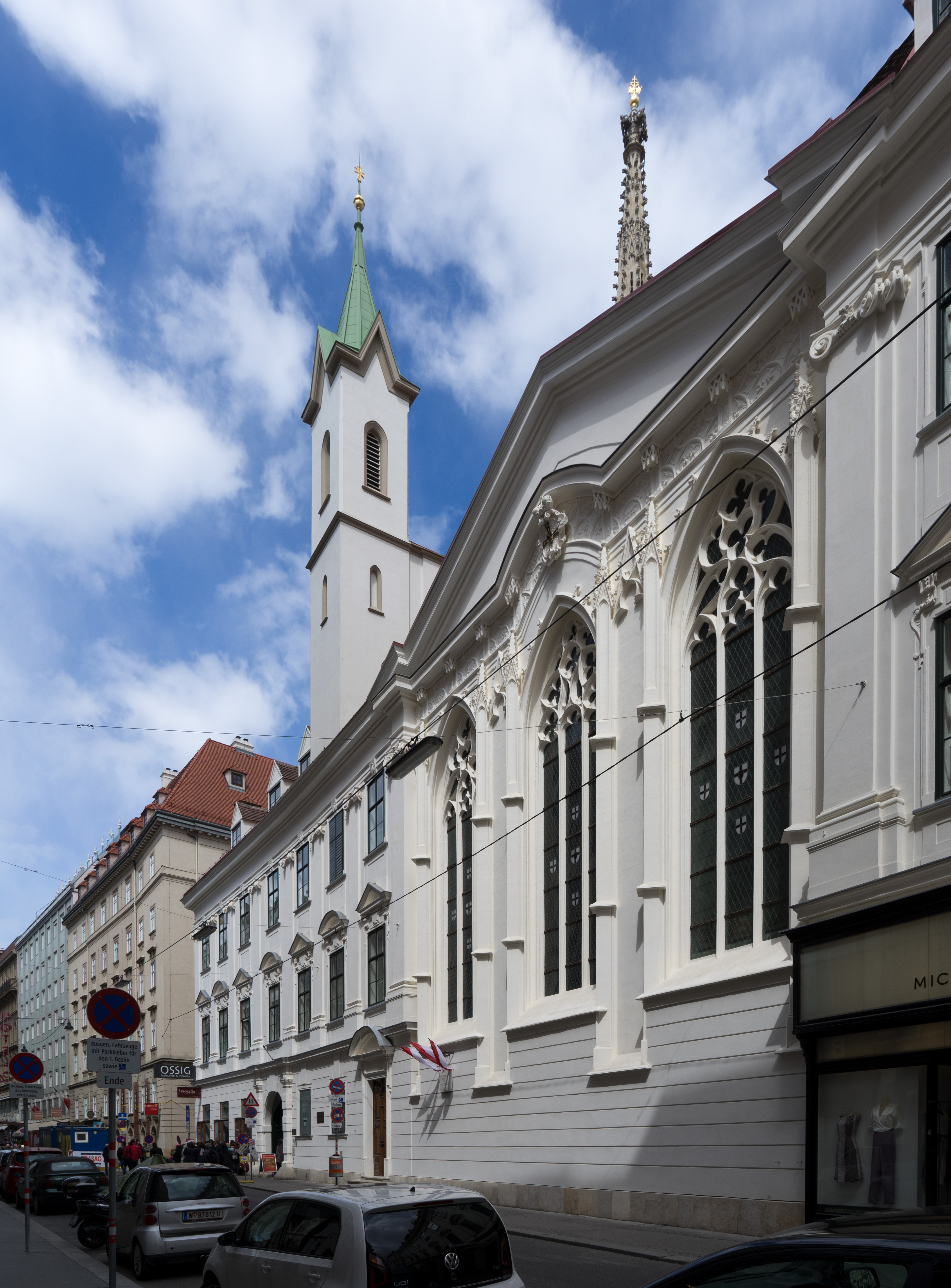
Deutschordenshaus und Kirche
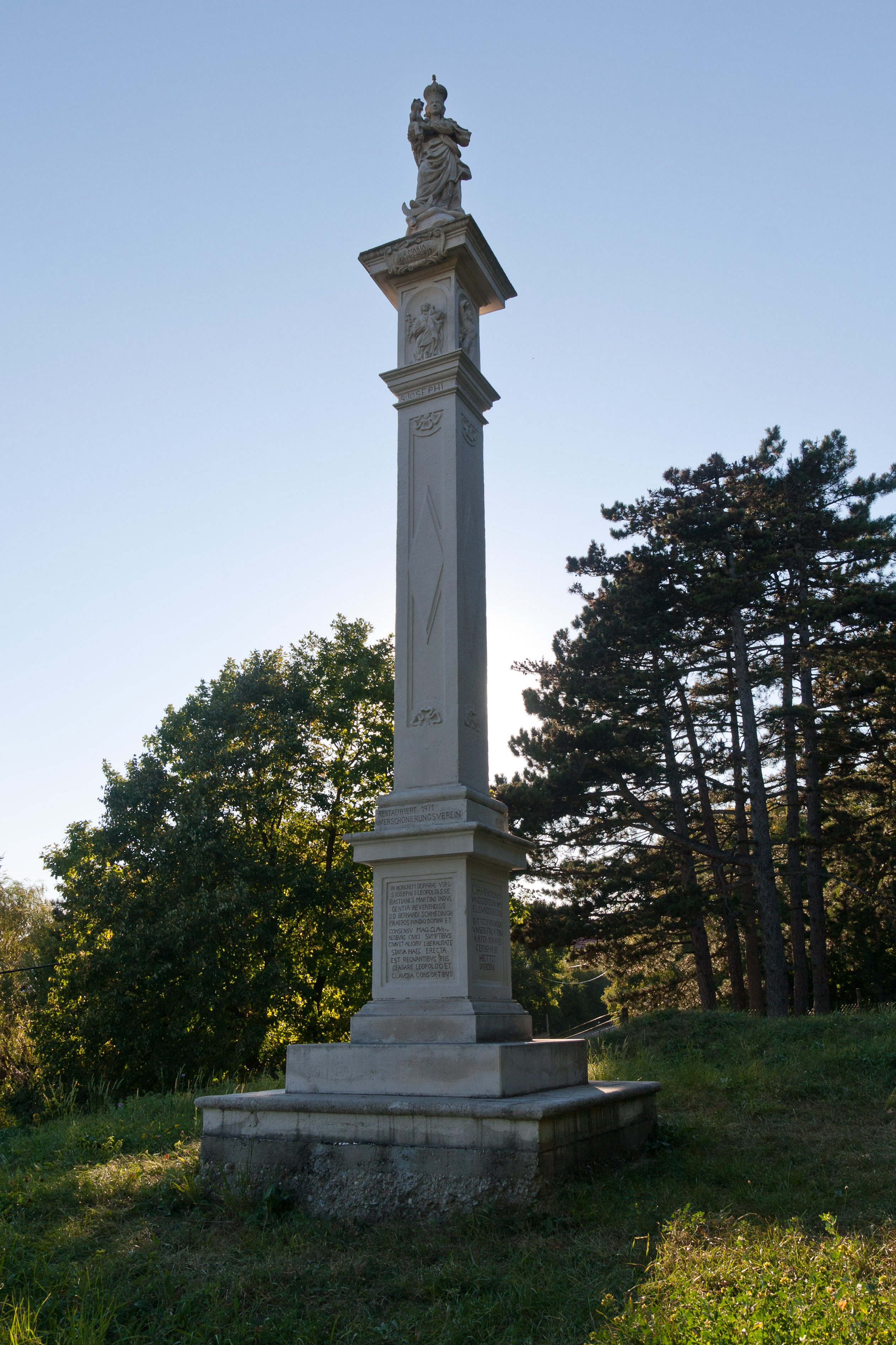
Mariensäule, sog. Käferkreuz

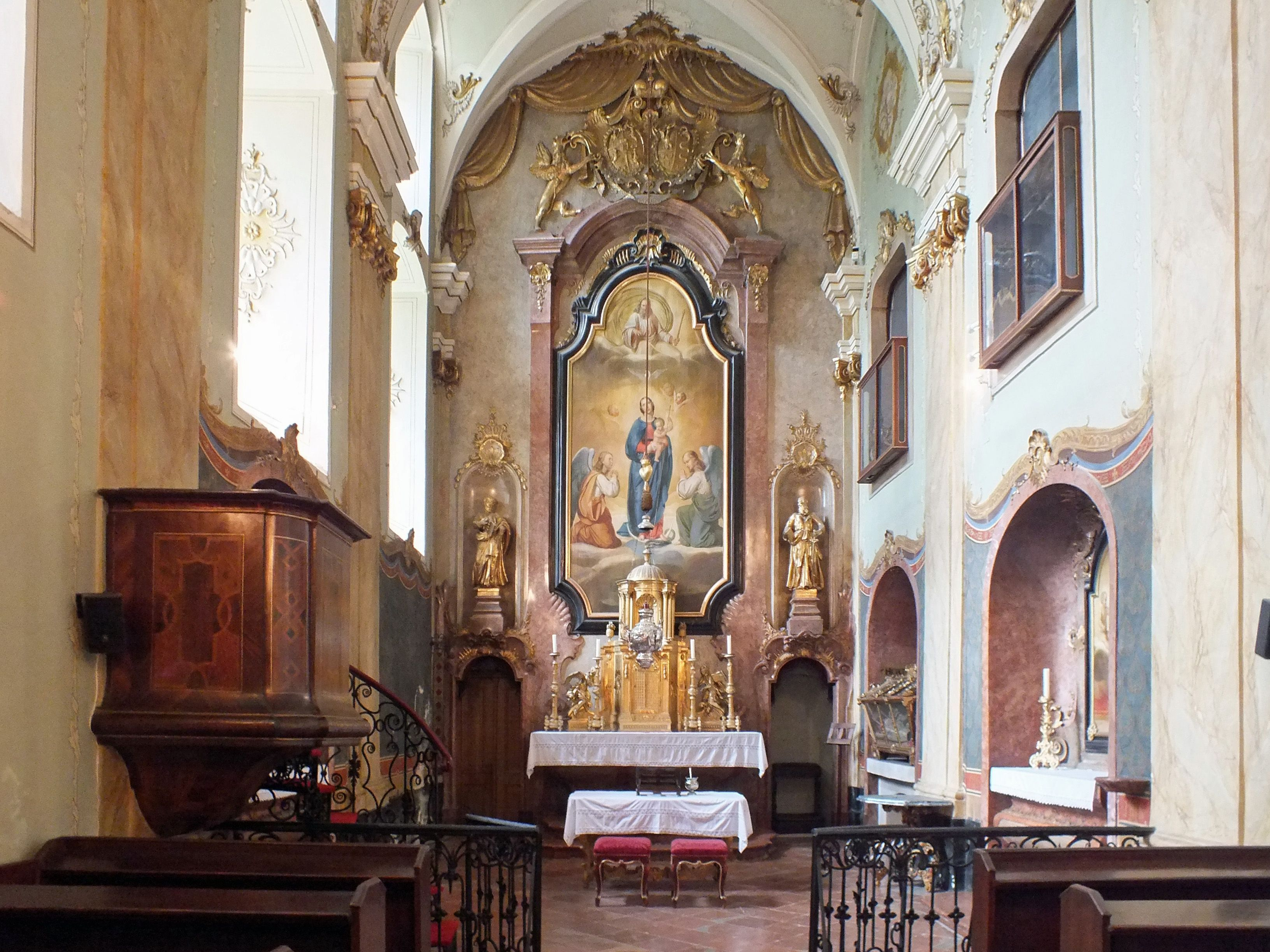
Schlosskapelle in Eisenstadt

### Schloss Esterházy in Eisenstadt
Urban Illmer lieferte 1666 für den Schlossbau von Fürst Paul Esterházy 206 rote und 636 weiße Marmorplatten, zusammen um 345 fl 9 kr. Er stellte weitere Aufträge Simon Despot, dem mit der Leitung des Schlossbaus beauftragten Beamten in Rechnung. Die Platten waren speziell für die von Maurermeister Anton Riebler erbaute Schlosskapelle bestimmt.

### Deutschordenshaus in Wien
Am 9. Dezember 1667 wurde ein Kontrakt zwischen Urban Illmayr und seinem Mitmeister Matthias Knox einerseits und dem Deutschen Ritterorden andererseits hinsichtlich der Aufrichtung des neuen Ordenshauses, in unmittelbarer Nähe des Stephansdomes gelegen, abgeschlossen.
Laut Bericht vom 12. Dezember 1666 des Landkomturs Georg Gottfried Freiherr von Lamberg an den Hochmeister Johann Caspar von Ampringen wurden die Arbeiten am Neubau des sehr baufälligen Hauses unter der Bauleitung von Carlo Canevale begonnen. Canevale und Knox waren Trauzeugen des Steinmetzmeisters Urban Illmer. Alle drei waren beim Umbau des Deutschordenhauses in Wien beteiligt.

### Käferkreuz in Klosterneuburg
Das Käferkreuz, ein Tabernakelpfeiler, errichtet 1675 vom Hofsteinmetz Urban Illmer, ist von der barocken Figur Maria Immaculata bekrönt. Am Tabernakel befinden sich Reliefs der Heiligen Josef, Leopold, Sebastian und Martin. … Eine der Inschriften auf dem Sockel verrät die Gründe der Aufstellung: „Vor Schauer, Khefer, Gefrier, Pestilenz und Feindes Gefahr, O Herr bewahre uns dis Landt und gesambte Christen Schar. Anno 1675.“ Bei den erwähnten Käfern hat es sich um sogenannte Zigarrenwickler gehandelt. Unweit vom Käferkreuz gemahnen barocke Denkmäler an die Passion.

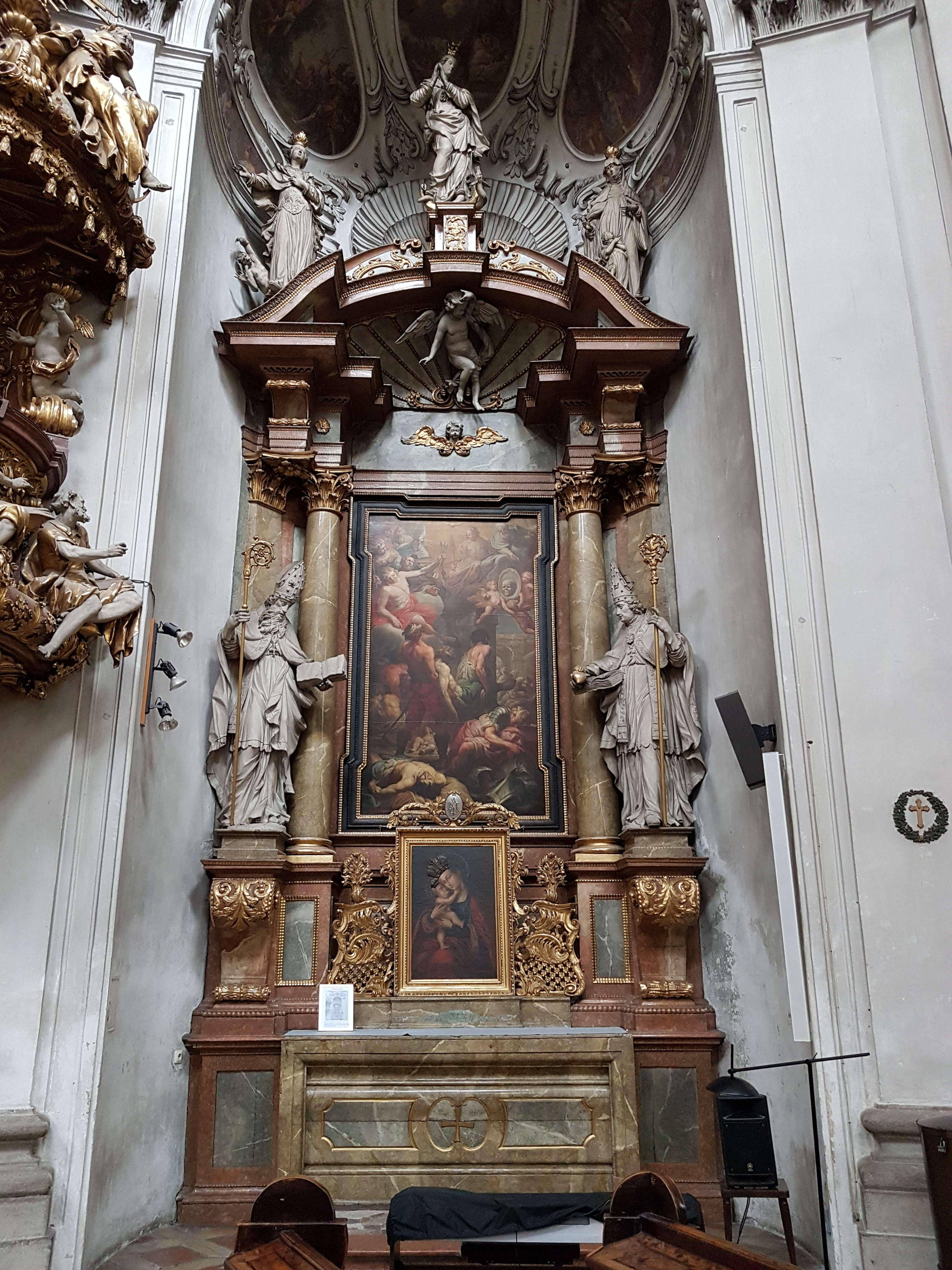
Servitenkirche in Wien, Hl. Sebastian 1677

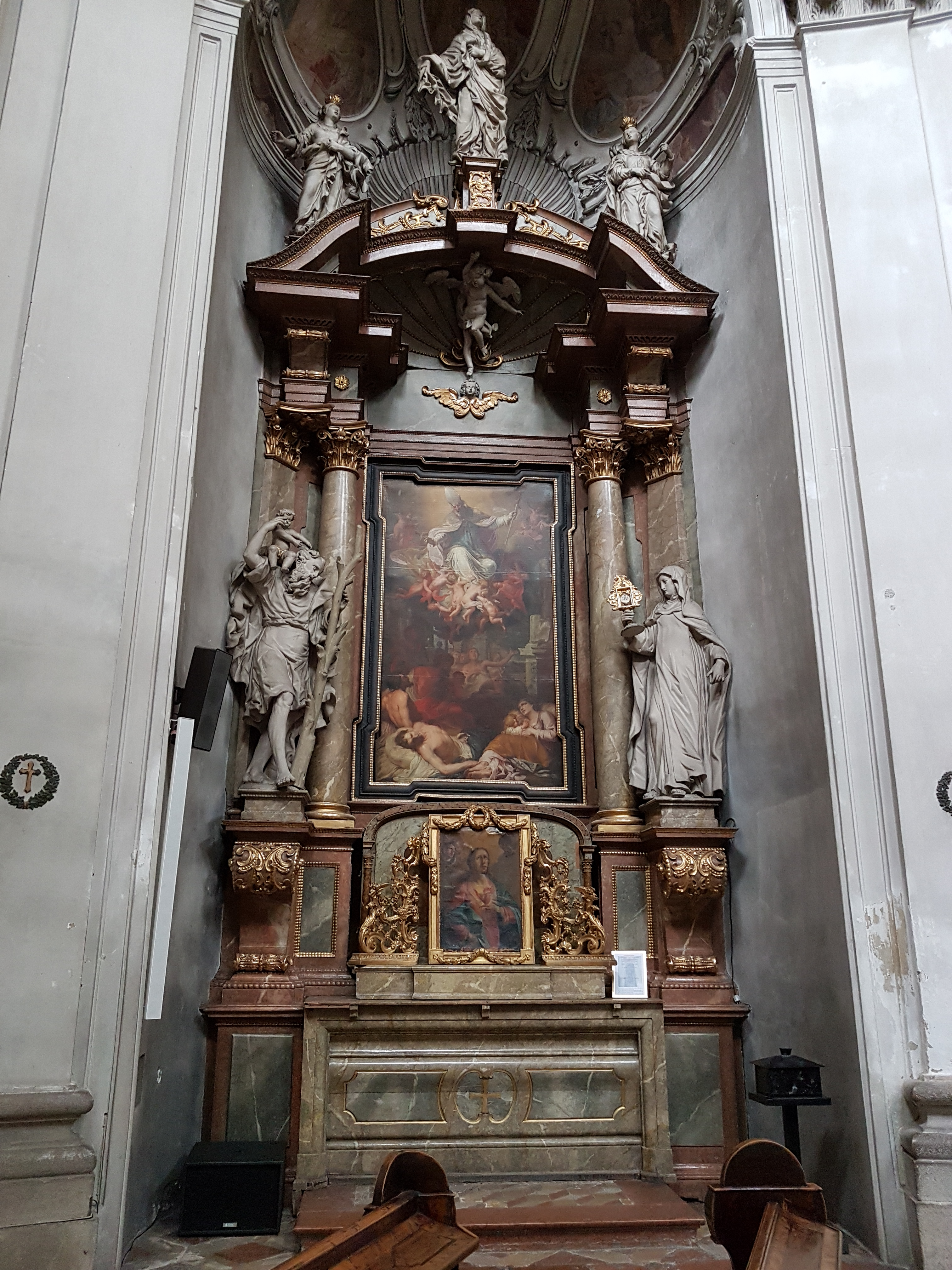
Servitenkirche in Wien, Liborius-Altar 1676

### Servitenkirche in Wien
Die Bauleitung der Servitenkirche hatten ab 1667 Franz und Carlo Canevale, 1670 erfolgte die Weihe und 1677 war die Innenausstattung vollendet. Urban Illner erhielt den Auftrag, zwei Seitenaltäre mit identischem Aufbau zu errichten.
- Hl. Liborius-Altar, 1675 gestiftet von Freiherr Christoph von Abele
- Hl. Sebastian-Altar, 1676 gestiftet von General Kopp.

### Tod
Urban Illmayr starb am 4. Oktober 1679. In seinem Testament vom 28. September 1679 vermachte er 700 fl. den Franziskanern St. Hironimo und bei St. Sebastian, damit dort auf ewig wöchentlich eine katholische Messe gelesen werde.
Die Witwe Justina Illmer musste sich im Gewerbe wiederverheiraten, um das Handwerk weiterführen zu können. Sie heiratete am 3. März 1680 den angehenden Steinmetzen Veith Steinböck von Burgschleinitz. Zeugen waren Christoph Krautsamer, Hofmeister des Domkapitels zu St. Stephan; Carlo Canevale, Baumeister; Matthias Knox, Steinmetzmeister. Veith Steinböck führte damit auch die Steinmetz-Hütte des Illmayr weiter.

## Archivalien
- Wiener Stadt- und Landesarchiv: Steuerakten, Steinmetzakten, Ereignisprotokolle.
- Hofkammerarchiv, Camerale Zahlamtsbücher: 1660–1670 Cassa über das kayserliche Burggebäude, Bau der neuen Burg (Leopoldinischer Trakt)